# Onthophagus satoi
Onthophagus satoi es una especie de insecto del género Onthophagus, familia Scarabaeidae, orden Coleoptera.

Fue descrita científicamente por Ochi, Shimada & Kon en 2003.